# Melchior Adam
Pour les articles homonymes, voir Adam.
Melchior Adam (né vers 1575 à Grottkau, duché de Neisse, mort le 26 décembre 1622 à Heidelberg) est un lexicographe et biographe allemand. Ses Vitae imprimés de 1615 à 1620 traitent de 546 érudits du Saint-Empire romain germanique de la période 1400 à 1618.

## Biographie
Adam fait sa formation académique dans diverses universités après avoir été au Gymnasium de Brieg pendant huit ans. En 1598, il se rend à Heidelberg, où il acquiert le diplôme de Magister Artium en 1600. En 1601, il entreprend un apprentissage de professorat au lycée de Heidelberg, en 1606 il devient recteur adjoint puis principal en 1613.
Adam est une figure éminente du calvinisme originaire du Palatinat du Rhin à la veille de la guerre de Trente Ans. Malade depuis longtemps, il meurt en 1622. Sa mort relativement précoce l'année où Heidelberg est prise par la Ligue catholique est attribuée à l'épuisement dû à un travail ardu.
Après des travaux académiques mineurs en 1601 et 1602, il publie son premier ouvrage majeur sur les inscriptions lapidaires de Heidelberg en 1612. Il contient principalement des épitaphes de Heidelberg et des environs. Selon l'index joint, des informations sur 261 personnes sont enregistrées. En 1615, l'impression des Vitae, son œuvre principale, commence. Les cinq départements traitent séparément avec des philosophes (y compris des philologues, des poètes, des historiens, des mathématiciens et des physiciens), des médecins, des avocats et des politiciens, des théologiens et des théologiens étrangers exceptionnels. Adam n'inclut que des personnes décédées dans sa collection. Chaque département est organisé chronologiquement par ordre croissant en fonction de la date de décès des savants. À l'exception des 20 théologiens étrangers, seuls les universitaires nationaux sont abordés. Une femme célibataire rompt les rangs des hommes, l'humaniste Olympia Fulvia Morata, associée à Heidelberg. Adam fonde sa participation sur sa nature exemplaire et sur le fait que son mari est allemand.
Adam a une riche collection de sermons funéraires imprimés. Ces textes contiennent généralement un curriculum vitae du défunt, qui parle davantage de son origine et de son environnement social, de son caractère, de ses vertus et honneurs ainsi que des maladies et des décès des valeureux que de ses travaux savants. Dans certaines vitae, la structure de ce type de source transparaît toujours. Adam a également accès aux fonds de la bibliothèque allemande la plus riche de son temps, la Bibliothèque palatine de Heidelberg, qui lui sont facilement accessibles par le bibliothécaire Jean Gruter. Il puise dans des biographies individuelles, de la correspondance, des œuvres historiques et contemporaines, des recueils littéraire et historique et parfois même dans des rapports oraux. Ce faisant, il s'efforce, dans la mesure où les limites de son matériel et de sa capacité de travail le lui permettent, de recueillir et d'examiner de manière critique les sources. Il mentionne souvent la littérature utilisée à la fin de l'article ou en marge pour des passages individuels.

## Œuvre
- Apographum monumentorum Haidelbergensium. Heidelberg 1612.
- Vitae Germanorum philosophorum, qui seculo superiori, et quod excurrit, philosophicis ac humanioribus literis clari floruerunt. Frankfurt am Main und Heidelberg 1615.
- Disce mori oder Sterbekunst. Neustadt a. d. H. 1615.
- Parodiae et metaphrases Horatianae. Frankfurt am Main 1616.
- Decades duae continentes vitas theologorum exterorum principum, qui Ecclesiam Christi superiori seculo propagarunt et propugnarunt. Frankfurt am Main et Heidelberg 1618.
- Vitae Germanorum jureconsultorum et politicorum, qui superiori seculo, et quod excurrit, floruerunt. Frankfurt am Main et Heidelberg 1620.
- Vitae Germanorum medicorum […]. Frankfurt am Main und (bei Jona Rosa) Heidelberg 1620.
- Vitae Germanorum theologorum, qui superiori seculo Ecclesiam Christi voce scriptisque propagarunt et propugnarunt. Frankfurt am Main et Heidelberg 1620.